# نيرماتريلفيير/ ريتونافيير
نيرماتريلفيير/ ريتونافيير (بالانجليزية: Nirmatrelvir / ritonavir)، الذي يباع تحت الاسم التجاري باكسلوفيد (بالانجليزية: Paxlovid)، هو دواء مُعبأ مشترك يستخدم كعلاج لـ كوفيد-19.    يحتوي على الأدوية المضادة للفيروسات نيرماتريلفيير وريتونافيير وتم تطويره بواسطة شركة فايزر .   نيرماتريلفيير هو مثبط البروتياز الرئيسي لـ SARS-CoV-2 (يشار إليه أيضًا باسم M pro أو 3CL pro أو nsp5 البروتياز) بينما ريتونافير هو مثبط البروتياز HIV-1 ومثبط CYP3A القوي.  
تشمل الآثار الجانبية لنيرماتريلفير / ريتونافير تغيرات في حاسة التذوق ( عسر الذوق)، والإسهال، وارتفاع ضغط الدم، وآلام العضلات. 
في ديسمبر 2021 ، مُنحت nirmatrelvir / ritonavir إذنًا للاستخدام في حالات الطوارئ من قبل إدارة الغذاء والدواء الأمريكية (FDA) لعلاج كوفيد-19.  تمت الموافقة عليه في المملكة المتحدة في وقت لاحق من ذلك الشهر ،  وفي الاتحاد الأوروبي وكندا في يناير 2022.    في مايو 2023، تمت الموافقة عليه للاستخدام الطبي في الولايات المتحدة. 

## الاستخدامات الطبية
في الولايات المتحدة، يشار إلى نيرماتريلفيير/ ريتونافيير لعلاج كوفيد-19 الخفيف إلى المعتدل لدى البالغين المعرضين لخطر كبير للتقدم إلى كوفيد‑ 19 الشديد، بما في ذلك دخول المستشفى أو الوفاة.   غير مصرح به للوقاية قبل التعرض أو بعد التعرض لكوفيد-19.  
إذا تم تناول الدواء في غضون خمسة أيام من ظهور الأعراض ، فإن فعالية الدواء المعبأ ضد دخول المستشفى أو الوفاة لدى البالغين المعرضين للخطر غير المحصنين تبلغ حوالي 88%. 

## موانع الاستخدام
يمنع استخدام الدواء في أولئك الذين يعانون من فرط الحساسية لأي من المكونين الرئيسيين، وفي أولئك الذين يعانون من قصور حاد في وظائف الكلى أو الكبد.

### أثناء الحمل
لا يُنصح باستخدام الدواء المعبأ أثناء الحمل، وللنساء اللائي يمكن أن يصبحن حوامل ولا يستخدمن وسائل منع الحمل، وللنساء المرضعات.  هذه التوصيات لأن الدراسات المختبرية على الحيوانات تشير إلى أن الجرعات العالية من الدواء المعبأ قد يؤثر على نمو الجنين. 
لا توجد بيانات بشرية عن استخدام نيرماتريلفيير أثناء الحمل تتعلق بخطر حدوث عيوب خلقية أو عمليات إجهاض عفوية (إجهاض) أو نتائج سلبية. لا توجد أيضًا بيانات بشرية عن وجود نيرماتريلفير في حليب الأم، وتأثيراته على إنتاج الحليب أو الرضيع. في الأرانب الحوامل، لوحظ انخفاض في وزن جسم الجنين مع التعرض الجهازي أعلى بعشر مرات من الجرعة البشرية المصرح بها من الدواء المعبأ. لوحظ انخفاض مؤقت في وزن الجسم في نسل الفئران المرضعة.

## آثار جانبية
نيرماتريلفيير/ ريتونافيير لديه إمكانات عالية للتفاعلات الدوائية الخطيرة بسبب تثبيط CYP3A القوي بواسطة ريتونافير.  
تضمنت الآثار الجانبية للدواء ما يلي: خلل التعرق (6 ٪ مقابل < 1٪ للعلاج الوهمي ) ، الإسهال (3٪ مقابل 2٪ للعلاج الوهمي) ، ارتفاع ضغط الدم (1٪ مقابل < 1٪ للعلاج الوهمي) ، وألم عضلي (1٪ مقابل < 1٪ للعلاج الوهمي).   في التجارب السريرية ، توقف 2 ٪ من الأشخاص عن العلاج بسبب الآثار الجانبية مع نيرماتريلفيير/ ريتونافيير بينما فعل ذلك 4 ٪ في مجموعة الدواء الوهمي.  لا يزال نيرماتريلفيير/ ريتونافيير قيد التحقيق، لذلك لم يتم بعد تقييم آثاره الجانبية بشكل كامل وقد لا تكون معروفة تمامًا. 
قد تشمل الآثار الجانبية الأخرى لـ نيرماتريلفيير/ ريتونافيير تفاعلات فرط الحساسية، وتسمم الكبد، وتطوير مقاومة عقاقير فيروس نقص المناعة البشرية لدى الأشخاص المصابين بعدوى فيروس نقص المناعة البشرية غير الخاضعة للرقابة أو غير المشخصة.   قد تظهر تفاعلات فرط الحساسية (تفاعلات الحساسية) على شكل طفح جلدي، وخلايا النحل، وصعوبة في البلع ، وصعوبة في التنفس، ووذمة وعائية، و / أو الحساسية المفرطة.   قد تظهر سمية الكبد في صورة ارتفاع الترانساميناسات والتهاب الكبد السريري، بما في ذلك أعراض مثل فقدان الشهية، واليرقان (اصفرار الجلد وبياض العين)، والبول داكن اللون، والبراز بلون شاحب، وحكة الجلد، وآلام البطن.  

## التفاعلات الدوائية
قد يكون للإعطاء المشترك مع بعض الأدوية آثار خطيرة وقد تكون قاتلة في بعض الأحيان.  يُمنع الدواء عند تناوله بشكل مشترك مع بعض الأدوية، مثل الأدوية التي تعتمد على CYP3A للإزالة، والتي يؤدي تركيزها المرتفع إلى تفاعلات خطيرة، أو تلك التي تحتوي على محفزات CYP3A القوية، والتي قد ينتج عنها انخفاض تركيز الدم للمكونين الرئيسيين في فقدان التأثير ضد الفيروس والمقاومة المحتملة، من بين أمور أخرى. تؤثر الإدارة المشتركة أيضًا على تركيز العديد من الأدوية، مما يتطلب أحيانًا تغيير الجرعة أو المراقبة الدقيقة.  يتم وصف العديد من هذه الأدوية على نطاق واسع للأشخاص المعرضين لخطر الإصابة بـ كوفيد-19.  مع تمديد تصريح الطوارئ في أغسطس 2022، قامت إدارة الغذاء والدواء بتحديث قائمة مرجعية للمساعدة في تقييم التفاعلات الدوائية المحتملة وعوامل المريض الأخرى قبل وصف باكسلوفيد، بما في ذلك أكثر من 120 دواء إما بطلانها، أو يجب تجنبها أو منعها من الاستخدام، أو تتطلب تعديلات الجرعة أو المراقبة الخاصة.  
يقال إن نيرماتريلفيير/ ريتونافيير آمن عند دمجه مع الأدوية التي لا تستلزم وصفة طبية للألم والحد من الحمى مثل عقار الاسيتامينوفين (باراسيتامول، تايلينول) وإيبوبروفين (موترين). 

## علم العقاقير
نيرماتريلفيير هو المسؤول عن النشاط المضاد للفيروسات للدواء ضد SARS-CoV-2 بينما يعمل ريتونافير عن طريق تثبيط استقلاب نيرماتريلفيي وبالتالي تعزيز نشاطه.  

### الديناميكا الدوائية
نيرماترلفير هو مثبط بروتيني رئيسي لـ SARS-CoV-2 (M pro ، 3CL pro ، nsp5 protease) بينما ريتونافير هو مثبط للبروتياز HIV-1 ومثبط قوي لـ CYP3A .   نيرماترلفير هو العامل النشط الرئيسي في المستحضر ، بينما يثبط ريتونافير عملية التمثيل الغذائي للنيرماتريلفير وبالتالي يقوي نشاطه.   ريتونافير ليس نشطًا ضد أو يعتقد أنه يساهم بشكل مباشر في النشاط المضاد للفيروسات للدواء ضد SARS-CoV-2.   يعمل نيرماتريلفير / ريتونافير ضد كوفيد-19 عن طريق منع تكاثر SARS-CoV-2 ، والذي يعد الأنزيم البروتيني الرئيسي SARS-CoV-2 ضروريًا له.  

### حركية الدواء

#### الامتصاص
الوقت اللازم لتركيزات الذروة من نيرماتريلفير / ريتونافير هو 3.00 ساعة (النطاق 1.02-6.00 ساعات) في حين أن ريتونافير هو 3.98 ساعات.  تركيزات الذروة من نيرماتريلفير / ريتونافير بعد جرعة واحدة (300 ملغ نيرماترلفير و 100 ملغ ريتونافير) في الأفراد الأصحاء 2.21 ميكروغرام / مل بينما يبلغ إجمالي التعرض 23.01 ميكروغرام • ح / مل.  إن تناول نيرماتريلفير / ريتونافير مع وجبة غنية بالدهون يزيد بشكل معتدل من التعرض لنيرماتريلفير (زادت تركيزات الذروة بنسبة 15 ٪ وزاد إجمالي التعرض بنسبة 1.6 ٪) بالنسبة لأخذها في ظل ظروف الصيام. 

#### توزيع
حجم التوزيع (V z / F) من نيرماتريلفير / ريتونافير هو 104.7 L بينما أن ريتونافير هو 112.4  نسبة الدم إلى البلازما لنيرماتريلفير مع ريتونافير هي 0.60 في حين أن نسبة خلايا الدم الحمراء إلى البلازما من ريتونافير هي 0.14.  تبلغ نسبة ارتباط نيرماتريافير ببروتين البلازما مع ريتونافير 69٪ بينما تبلغ نسبة ارتباط ريتونافير 98 إلى 99٪. 

#### الاسْتِقْلاب
نيرماتريلفير هو أساسًا ركيزة لـ CYP3A من حيث التمثيل الغذائي .  ومع ذلك ، عند دمجه مع ريتونافير، وهو مثبط قوي لـ CYP3A4 ، يكون استقلاب نيرماترلفير ضئيلًا ويتم التخلص منه بشكل أساسي عن طريق الإفراز الكلوي .  يتم التخلص من ريتونافير بشكل رئيسي عن طريق التمثيل الغذائي الكبدي ، مع وجود إنزيمات رئيسية وثانوية متضمنة CYP3A4 وCYP2D6 ، على التوالي. 

#### إزالة
يُفرز نيرماتريلفير مع ريتونافير 35.3٪ في البراز و 49.6٪ في البول، بينما يفرز ريتونافير 86.4٪ في البراز و 11.3٪ في البول. 
تبلغ نسبة التصفية عن طريق الفم (CL / F) من نيرماتريلفير / ريتونافير 8.99 بينما تبلغ نسبة التخلص من ريتونافير 13.92.  يبلغ نصف عمر التخلص من نيرماترلفير مع ريتونافير (متوسط ± SD) 6.05 ± 1.79 ساعة بينما أن ريتونافير هو 6.15 ساعات.  إن نصف عمر نيرماترلفير مع ريتونافير يجعل التركيبة مناسبة للإعطاء مرتين يوميًا مرة كل 12 ساعات.  

#### مجموعات سكانية محددة
لم يتم تقييم الحرائك الدوائية لنيرماتريلفير / ريتونافير على أساس العمر أو الجنس.  كان التعرض لـ نيرماتريلفير / ريتونافير أقل عدديًا في اليابانيين منه في الأفراد الغربيين ولكن ليس إلى حد ذي مغزى سريريًا.  تزداد تراكيز الذروة، والتعرض الكلي، ووقت الوصول إلى الذروة، ونصف عمر التخلص من نيرماتريلفير مع ريتونافير بالاعتماد على الشدة في الأشخاص الذين يعانون من القصور الكلوي .  على العكس من ذلك، لا تزداد في الأشخاص الذين يعانون من ضعف كبدي معتدل.  لم يتم دراسة التركيبة لدى الأشخاص المصابين بضعف كبدي حاد. 